# Никејско хришћанство
Никејско хришћанство обухвата оне хришћанске деноминације које се придржавају учења Никејског (Никејско-цариградског) символа вере, који је формулисан на Првом васељенском сабору у Никеји 325. године и измењен на Првом васељенском сабору у Цариграду 381. године. Оно обухвата огромну већину данашњих хришћанских цркава.

## Историја
У време Првог васељенског сабора у Никеји главни ривал никејског хришћанског учења било је Аријанство, које је почев од 7. века потиснуто преласком готских краљевстава на никејско хришћанство. Главне тачке неслагања између ова два учења тицале су се христологије, односно природе Исусовог божанства. Никејско хришћанство држи да је Исус божански и сапостојан (савечан) са Богом Оцем, док га аријанство сматра првим међу створеним бићима и нижим од Бога Оца. Разне друге никејске доктрине и веровања постојале су још од раног средњег века, а све су се супротстављале учењима проглашеним за јереси.
Религијски историчари и научници често дефинишу никејско хришћанство као прво отелотворење државне цркве Римског царства које су званично подржавали римски цареви од 381. године. Према овој дефиницији, никејска црква престала је да постоји после Халкидонског сабора 451. године, који је сазван да би се решиле христолошке расправе о човечанској и божанској природи Христа, а на којем је закључено да Христос има две различите, нераздвојиве природе. Након сабора, Римско царство је установило Халкидонско хришћанство као своју званичну државну религију; оне цркве које су сматрале да Христос има једну природу биле су изопштене од стране царства и постале су Оријенталне православне цркве.

## Неникејске хришћанске деноминације данас
Данас примере неникејских хришћанских деноминација чине и протестантне и непротестантне нетројичарске групе. Примери ових група обухватају већину покрета светих последњих дана (са изузетком никејске мормонске групе познате као Заједница Христова, некадашња Реорганизована Црква Исуса Христа светаца последњих дана), Јеховини сведоци, Унитаријанска црква у Трансилванији, Пентекосталци јединства и друге.